# Il collegio
Il collegio è un programma televisivo italiano prodotto da Magnolia-Banijay Italia e andato in onda su Rai 2 dal 2 gennaio 2017 al 5 novembre 2023, e nuovamente dal 2025. Si tratta di un docu-reality ambientato in un preciso periodo storico, in cui un gruppo di adolescenti viene radunato in un collegio con l'obiettivo di superare l'esame di terza media e ottenere il diploma. Il programma è basato sul format britannico That'll Teach 'Em, trasmesso tra il 2003 e il 2006 ed esportato in varie nazioni.
Nelle prime tre edizioni, nella quinta e nella sesta è stato commentato dalla voce di Giancarlo Magalli, mentre nella quarta da Eric Alexander e (limitatamente agli inserti tratti dalle Teche Rai) Simona Ventura. La settima edizione è stata narrata da Nino Frassica, mentre l'ottava da Stefano De Martino. Il programma comprende anche alcuni intermezzi storici tratti dalle Teche Rai.
Le prime quattro edizioni, trasmesse nel 2017 e nel 2019, sono state ospitate dal Collegio San Carlo Celana di Caprino Bergamasco, mentre le tre successive dal Convitto Nazionale Regina Margherita di Anagni. Nell'ottava edizione, andata in onda nel 2023, la location è stata il Collegio San Francesco di Lodi. A maggio 2025 vengono aperti i casting per una nuova edizione, dopo lo stop del 2024, e la struttura ospitante sarà il Convitto nazionale Mario Pagano di Campobasso .

## Il programma
Una ventina di adolescenti, di età compresa tra i 14 anni e i 17 anni e mezzo, devono studiare per circa un mese (due dalla quinta alla settima stagione) all'interno di un collegio dell'epoca in cui ciascuna edizione è ambientata, al fine di conseguire il diploma di licenza media. I collegiali sono seguiti da un corpo docente costituito dal preside, massima autorità del collegio, e da un numero variabile di professori; a essi si aggiunge una coppia di sorveglianti che sovrintendono al comportamento dei ragazzi. I collegiali sono tenuti a portare rispetto a tutti loro, a obbedire alle disposizioni da essi impartite e a seguire con impegno le lezioni, mantenendo una condotta adeguata fino all'esame conclusivo, che va affrontato con diligenza e serietà. In alcune stagioni l'ammissione al collegio è subordinata al superamento di un esame scritto.
All'ingresso nel collegio i ragazzi hanno l'obbligo di abbandonare i propri abiti borghesi e indossare le divise ufficiali dell'istituto. Hanno inoltre l'obbligo di consegnare tutto il materiale proibito: il regolamento del collegio vieta infatti il possesso di telefoni cellulari, oggetti elettronici, gioielli, orologi, cosmetici, dolciumi e cibarie di ogni sorta (durante il periodo di frequenza vengono infatti serviti menù molto rigidi, pertinenti all'epoca di ambientazione). Il materiale vietato deve essere consegnato dai collegiali ai sorveglianti, che lo tengono in custodia fino al termine del periodo di frequenza.
Le regole del collegio sono molto severe, e i trasgressori vengono puniti dal preside: le punizioni sono proporzionali alla gravità del gesto compiuto e tengono conto dell'eventuale reiterazione del comportamento. Le sanzioni possono consistere in compiti extra o nell'espletamento di pulizie, lavori di giardinaggio o cucina; in certi casi il collegiale può essere messo in isolamento per una o più giornate. In caso di comportamenti particolarmente trasgressivi e/o reiterati, il preside può espellere lo studente dal collegio. Viceversa, gli studenti possono ottenere dei premi al raggiungimento risultati positivi, quasi sempre delle pietanze più gustose a cena o merenda.
Entro le prime giornate da collegiali, i ragazzi e le ragazze sono inoltre costretti ad adeguare la propria pettinatura: nessuno studente può rimanere all'interno della struttura se il preside ritiene che la sua pettinatura non sia idonea al collegio. La mancata obbedienza a questa regola può comportare l'espulsione dal programma.
I ragazzi e le ragazze, divisi in dormitori distinti, devono seguire a tempo pieno le lezioni delle materie previste dal corso, seguendo programmi e testi dell'epoca di ambientazione; nelle varie edizioni vengono insegnati: letteratura italiana, latino, storia, geografia, matematica, scienze naturali, lingua francese, lingua inglese, lingua spagnola, lingua cinese, educazione civica, arte, educazione fisica, musica, ballo, breakdance, recitazione, cinema, informatica, educazione sessuale, aerobica, economia domestica per le ragazze, applicazioni tecniche per i ragazzi, disegno, discipline tecnico-pratiche e laboratorio di estetica.
All'inizio e al termine di ogni settimana di frequenza, il preside tiene un discorso ai ragazzi in cui commenta gli eventi trascorsi e dispone gli obiettivi futuri; dopo il discorso di fine settimana viene inoltre resa nota la media dei voti conseguiti da ciascun collegiale, con la proclamazione dei due migliori studenti e dei due peggiori della settimana. Nel corso della settimana possono essere organizzate gare sportive (nelle prime stagioni denominate "convittiadi"), attività ludiche o gite fuori porta a cui prendono parte tutti i ragazzi, meno quelli che hanno avuto cattivi comportamenti o non hanno ottenuto voti positivi. Agli studenti è concesso effettuare telefonate periodiche ai familiari adoperando il telefono fisso del preside: questo diritto può però essere tolto in caso di punizioni o bassi voti. Qualora il collegiale desideri lasciare il collegio, il preside può autorizzarne il ritiro, che sarà definitivo.
Al termine del periodo di studio gli studenti sono chiamati a sostenere un esame sugli argomenti trattati durante il corso, davanti a una commissione costituita dai professori e dal preside. L'esame conclusivo è articolato in una prima parte scritta e un'interrogazione orale; gli studenti che non ottengono un voto sufficiente nelle prove scritte non sono ammessi agli orali. La prima parte dell'esame si compone di due prove: un tema di italiano e una prova di matematica, da completare entro un'ora. La parte orale verte invece sull'intero programma delle materie insegnate. Il giudizio finale, oltre a tenere conto delle prove d'esame, viene calcolato anche sulla base dei voti ottenuti durante il corso di studi e sulla condotta generale dell'allievo durante l'intera esperienza scolastica. Vi è poi un'ulteriore menzione speciale per i due migliori studenti del collegio, che a partire dalla settima edizione viene conseguita da un solo studente. Nell'ottava edizione, lo studente ritenuto più meritevole al termine del corso riceve un vero e proprio premio, una borsa di studio del valore di € 13.990 spendibile per frequentare un semestre in una high school negli Stati Uniti d'America.
Il format è di proprietà della Rai, che insieme a Magnolia-Banijay si occupa delle riprese, cast e dietro le quinte. Il curatore responsabile di tutte le edizioni è Paolo Dago mentre le riprese sono affidate a Sofia Nirie (per le prime 4 edizioni) e Seungmin Jung (nella 5ª e 6ª edizione).
Le location sono state: il Collegio San Carlo Celana a Caprino Bergamasco per le prime quattro stagioni; il Collegio Convitto Nazionale Regina Margherita ad Anagni per le stagioni 5-7; il Collegio San Francesco a Lodi per l'ottava stagione.; il Convitto nazionale Mario Pagano di Campobasso per la nona.

### Materie
| Materia                                                   | Edizioni | Edizioni | Edizioni | Edizioni | Edizioni | Edizioni | Edizioni | Edizioni | Totale |
| Materia                                                   | 1ª       | 2ª       | 3ª       | 4ª       | 5ª       | 6ª       | 7ª       | 8ª       | Totale |
| --------------------------------------------------------- | -------- | -------- | -------- | -------- | -------- | -------- | -------- | -------- | ------ |
| Lingua e letteratura italiana                             |          |          |          |          |          |          |          |          | 8      |
| Lingua latina                                             |          |          |          |          |          |          |          |          | 3      |
| Educazione civica                                         |          |          |          |          |          |          |          |          | 4      |
| Storia e geografia                                        |          |          |          |          |          |          |          |          | 8      |
| Scienze naturali (biologia, chimica, scienze della terra) |          |          |          |          |          |          |          |          | 8      |
| Matematica                                                |          |          |          |          |          |          |          |          | 8      |
| Scienze motorie e sportive                                |          |          |          |          |          |          |          |          | 8      |
| Musica                                                    |          |          |          |          |          |          |          |          | 8      |
| Ballo                                                     |          |          |          |          |          |          |          |          | 8      |
| Lingua e cultura straniera francese                       |          |          |          |          |          |          |          |          | 2      |
| Economia domestica                                        |          |          |          |          |          |          |          |          | 4      |
| Applicazioni tecniche                                     |          |          | 5        |          |          |          |          |          |        |
| Lingua e cultura straniera inglese                        |          |          | 5        |          |          |          |          |          |        |
| Storia dell'arte                                          |          |          | 5        |          |          |          |          |          |        |
| Aerobica                                                  |          |          |          |          |          |          |          |          | 1      |
| Informatica                                               |          |          |          |          |          | 4        |          |          |        |
| Recitazione                                               |          |          |          |          |          |          |          | 2        |        |
| Educazione sessuale                                       |          |          |          |          |          |          |          | 2        |        |
| Cinema                                                    |          |          |          |          |          |          | 1        |          |        |
| Disegno                                                   |          |          |          |          |          |          | 1        |          |        |
| Discipline tecnico-pratiche                               |          |          |          |          |          |          | 1        |          |        |
| Laboratorio di estetica                                   |          |          |          |          |          |          | 1        |          |        |
| Lingua e cultura straniera cinese                         |          |          |          |          |          |          | 1        |          |        |
| Lingua e cultura straniera spagnolo                       |          |          |          |          |          |          | 1        |          |        |

## Cast

### Narrazione
| Narratore          | Edizioni | Edizioni | Edizioni | Edizioni | Edizioni | Edizioni | Edizioni | Edizioni | Totale |
| Narratore          | 1ª       | 2ª       | 3ª       | 4ª       | 5ª       | 6ª       | 7ª       | 8ª       | Totale |
| ------------------ | -------- | -------- | -------- | -------- | -------- | -------- | -------- | -------- | ------ |
| Giancarlo Magalli  |          |          |          |          |          |          |          |          | 5      |
| Simona Ventura     |          |          |          |          |          |          |          |          | 1      |
| Eric Alexander     |          |          |          |          |          |          |          |          | 1      |
| Nino Frassica      |          |          |          |          |          |          |          |          | 1      |
| Stefano De Martino |          |          |          |          |          |          |          |          | 1      |

### Presidenza
| Preside         | Edizioni | Edizioni | Edizioni | Edizioni | Edizioni | Edizioni | Edizioni | Edizioni | Totale |
| Preside         | 1ª       | 2ª       | 3ª       | 4ª       | 5ª       | 6ª       | 7ª       | 8ª       | Totale |
| --------------- | -------- | -------- | -------- | -------- | -------- | -------- | -------- | -------- | ------ |
| Paolo Bosisio   |          |          |          |          |          |          |          |          | 7      |
| Alberto Faverio |          |          |          |          |          |          |          |          | 1      |

### Sorveglianza
| Sorveglianti    | Edizioni | Edizioni | Edizioni | Edizioni | Edizioni | Edizioni | Edizioni | Edizioni | Totale |
| Sorveglianti    | 1ª       | 2ª       | 3ª       | 4ª       | 5ª       | 6ª       | 7ª       | 8ª       | Totale |
| --------------- | -------- | -------- | -------- | -------- | -------- | -------- | -------- | -------- | ------ |
| Lucia Gravante  |          |          |          |          |          |          |          |          | 8      |
| Luigi Ferrante  |          |          |          |          |          |          |          |          | 2      |
| Piero Maggiò    |          |          |          |          |          |          |          |          | 2      |
| Massimo Sabet   |          |          |          |          |          |          |          |          | 1      |
| Matteo Caremoli |          |          |          |          |          |          |          |          | 3      |

### Bidelleria
| Bidello       | Edizioni | Edizioni | Edizioni | Edizioni | Edizioni | Edizioni | Edizioni | Edizioni | Totale |
| Bidello       | 1ª       | 2ª       | 3ª       | 4ª       | 5ª       | 6ª       | 7ª       | 8ª       | Totale |
| ------------- | -------- | -------- | -------- | -------- | -------- | -------- | -------- | -------- | ------ |
| Enzo Marcelli |          |          |          |          |          |          |          |          | 3      |

### Docenti
| Insegnanti                | Materia                                                                             | Edizioni | Edizioni | Edizioni | Edizioni | Edizioni | Edizioni | Edizioni | Edizioni | Totale |
| Insegnanti                | Materia                                                                             | 1ª       | 2ª       | 3ª       | 4ª       | 5ª       | 6ª       | 7ª       | 8ª       | Totale |
| ------------------------- | ----------------------------------------------------------------------------------- | -------- | -------- | -------- | -------- | -------- | -------- | -------- | -------- | ------ |
| Andrea Maggi              | Lingua e letteratura italiana, lingua latina ed educazione civica                   |          |          |          |          |          |          |          |          | 8      |
| Emilia Termignoni         | Storia e geografia                                                                  |          |          |          |          |          |          |          |          | 1      |
| Piera Candotti            | Scienze naturali (biologia, chimica, scienze della terra)                           |          |          |          |          |          |          |          |          | 1      |
| Annalisa Ciampalini       | Matematica                                                                          |          |          |          |          |          |          |          |          | 1      |
| Fabio Caccioppoli         | Scienze motorie e sportive e applicazioni tecniche                                  |          |          |          |          |          |          |          |          | 2      |
| Matteo Valbusa            | Musica e canto corale                                                               |          |          |          |          |          |          |          |          | 1      |
| Marco La Rosa             | Ballo                                                                               |          |          |          |          |          |          |          |          | 3      |
| Luca Raina                | Storia e geografia                                                                  |          |          |          |          |          |          |          |          | 5      |
| Maria Rosa Petolicchio    | Matematica, scienze naturali (biologia, chimica, scienze della terra) e informatica |          |          | 6        |          |          |          |          |          |        |
| Berta Corvi               | Lingua e cultura straniera francese                                                 |          |          |          |          |          |          |          | 1        |        |
| Massimo Fiocchi Malaspina | Canto corale                                                                        |          |          |          |          |          |          |          | 1        |        |
| David Wayne Callahan      | Lingua e cultura straniera inglese                                                  |          |          |          |          |          |          |          |          | 4      |
| Alessandro Carnevale      | Disegno e storia dell'arte                                                          |          |          |          |          |          | 5        |          |          |        |
| Diana Cavagnaro           | Educazione musicale                                                                 |          |          |          |          |          |          | 1        |          |        |
| Dario Cipani              | Scienze motorie e sportive                                                          |          |          |          |          |          |          | 1        |          |        |
| Daniele Calanna           | Scienze motorie e sportive                                                          |          |          |          |          |          |          | 1        |          |        |
| Giovanna Giovannini       | Educazione musicale                                                                 |          |          |          |          |          |          | 1        |          |        |
| Valentina Gottlieb        | Aerobica e scienze motorie e sportive                                               |          |          |          |          |          | 2        |          |          |        |
| Carlo Santagostino        | Informatica                                                                         |          |          |          |          |          | 3        |          |          |        |
| Carmelo Trainito          | Breakdance e ballo                                                                  |          |          |          |          |          | 2        |          |          |        |
| Marilisa Pino             | Supplente di lingua e letteratura italiana ed educazione civica                     |          |          |          |          |          | 1        |          |          |        |
| Max Bruschi               | Ispettore scolastico                                                                |          |          |          |          |          | 1        |          |          |        |
| Roberta Barbiero          | Supplente di Storia e geografia                                                     |          |          |          |          |          | 1        |          |          |        |
| Patrizio Cigliano         | Recitazione                                                                         |          |          |          |          |          | 1        |          |          |        |
| Roberta Sette             | Educazione sessuale                                                                 |          |          |          |          | 2        |          |          |          |        |
| Marco Chingari            | Educazione musicale                                                                 |          |          |          |          | 1        |          |          |          |        |
| Denise McNee              | Lingua e cultura straniera inglese                                                  |          |          |          |          |          |          |          |          |        |
| Lorenzo Vignolo           | Cinema                                                                              |          |          |          |          |          |          |          |          |        |
| Duccio Curione            | Scienze motorie e sportive                                                          |          |          |          |          |          |          |          |          |        |
| Silvia Smaniotto          | Musica e canto corale                                                               |          |          |          |          |          |          |          |          |        |
| Lidia Carew               | Ballo                                                                               |          |          |          |          |          |          |          |          |        |
| Marco Volante             | Psicologo e Relatore convegno                                                       |          |          |          |          |          |          |          |          |        |
| Cristina Salardi          | Supplente di matematica e scienze naturali (biologia, chimica, scienze della terra) |          |          |          |          |          |          |          |          |        |
| Anna Maria Petolicchio    | Storia e geografia                                                                  |          |          |          |          |          |          |          |          | 2      |
| Guido Airoldi             | Disegno                                                                             |          |          | 1        |          |          |          |          |          |        |
| Giovanni Belli            | Matematica e scienze naturali (biologia, chimica, scienze della terra)              |          |          | 1        |          |          |          |          |          |        |
| Beatrice Fumagalli        | Supplente di storia e geografia                                                     |          |          | 1        |          |          |          |          |          |        |
| Marie France Baron        | Lingua e cultura straniera francese                                                 |          |          | 1        |          |          |          |          |          |        |
| Alberto Zanetti           | Canto corale                                                                        |          |          | 1        |          |          |          |          |          |        |
| Andrea Zilli              | Discipline tecnico-pratiche (fra cui dattilografia) e applicazioni tecniche         |          |          | 1        |          |          |          |          |          |        |
| Annalisa Bufacchi         | Laboratorio di estetica                                                             |          |          | 1        |          |          |          |          |          |        |
| Mauro Simonetti           | Scienze motorie e sportive                                                          |          |          | 1        |          |          |          |          |          |        |
| Valeria Bonfanti          | Ballo                                                                               |          |          | 1        |          |          |          |          |          |        |
| Pietro Pignatelli         | Recitazione e musica                                                                |          |          |          |          |          |          |          |          |        |
| Sha Zhu                   | Lingua e cultura straniera cinese                                                   |          |          |          |          |          |          |          |          |        |
| Laura Serena              | Scienze motorie e sportive                                                          |          |          |          |          |          |          |          |          |        |
| Patricia Mabel Saconi     | Lingua e cultura straniera spagnola                                                 |          |          |          |          |          |          |          |          |        |

## Edizioni
| Edizioni | Periodo           | Periodo          | Puntate | Presidenza      | Sorveglianza    | Sorveglianza   | Narrazione         | Narrazione         | Alunni | Migliori alunni      | Migliori alunni      | Ambientazione | Location                                               |
| Edizioni | Inizio            | Fine             | Puntate | Presidenza      | Sorveglianza    | Sorveglianza   | Narrazione         | Narrazione         | Alunni | Migliori alunni      | Migliori alunni      | Ambientazione | Location                                               |
| -------- | ----------------- | ---------------- | ------- | --------------- | --------------- | -------------- | ------------------ | ------------------ | ------ | -------------------- | -------------------- | ------------- | ------------------------------------------------------ |
| 1ª       | 2 gennaio 2017    | 23 gennaio 2017  | 4       | Paolo Bosisio   | Luigi Ferrante  | Lucia Gravante | Giancarlo Magalli  | Giancarlo Magalli  | 18     | Swami Caputo         | Giovanni Petrigliano | 1960          | Collegio San Carlo Celana (Caprino Bergamasco)         |
| 2ª       | 26 settembre 2017 | 17 ottobre 2017  | 4       | Alberto Faverio | Luigi Ferrante  | Lucia Gravante | Giancarlo Magalli  | Giancarlo Magalli  | 18     | Maddalena Sarti      | Edoardo Maragno      | 1961          | Collegio San Carlo Celana (Caprino Bergamasco)         |
| 3ª       | 12 febbraio 2019  | 12 marzo 2019    | 5       | Paolo Bosisio   | Piero Maggiò    | Lucia Gravante | Giancarlo Magalli  | Giancarlo Magalli  | 22     | Beatrice Cossu       | Riccardo Tosi        | 1968          | Collegio San Carlo Celana (Caprino Bergamasco)         |
| 4ª       | 22 ottobre 2019   | 26 novembre 2019 | 6       | Paolo Bosisio   | Piero Maggiò    | Lucia Gravante | Simona Ventura     | Eric Alexander     | 22     | Roberta Zacchero     | Mario Tricca         | 1982          | Collegio San Carlo Celana (Caprino Bergamasco)         |
| 5ª       | 27 ottobre 2020   | 15 dicembre 2020 | 8       | Paolo Bosisio   | Massimo Sabet   | Lucia Gravante | Giancarlo Magalli  | Giancarlo Magalli  | 24     | Sofia Cerio          | Andrea Di Piero      | 1992          | Collegio Convitto Nazionale Regina Margherita (Anagni) |
| 6ª       | 26 ottobre 2021   | 14 dicembre 2021 | 8       | Paolo Bosisio   | Matteo Caremoli | Lucia Gravante | Giancarlo Magalli  | Giancarlo Magalli  | 23     | Maria Sofia Federico | Edoardo Lo Faso      | 1977          | Collegio Convitto Nazionale Regina Margherita (Anagni) |
| 7ª       | 18 ottobre 2022   | 29 novembre 2022 | 8       | Paolo Bosisio   | Matteo Caremoli | Lucia Gravante | Nino Frassica      | Nino Frassica      | 23     | Zelda Nobili         | Zelda Nobili         | 1958          | Collegio Convitto Nazionale Regina Margherita (Anagni) |
| 8ª       | 24 settembre 2023 | 5 novembre 2023  | 6       | Paolo Bosisio   | Matteo Caremoli | Lucia Gravante | Stefano De Martino | Stefano De Martino | 25     | Diego Natale         | Diego Natale         | 2001          | Collegio San Francesco (Lodi)                          |
| 9ª       | -                 | -                | -       | -               | -               | -              | -                  | -                  | -      | -                    | -                    | 1990          | Convitto nazionale Mario Pagano (Campobasso)           |

## Riepilogo delle edizioni

### Prima edizione (2017)
La prima edizione è andata in onda dal 2 al 23 gennaio 2017, è stata ambientata nel 1960. Questa edizione ha visto la partecipazione di 18 collegiali e la promozione di 11 di questi; 3 ragazzi inoltre, si sono ritirati nel corso del programma, facendo risultare così questa edizione quella con il maggior numero di ritiri. 

#### Alunni
| N° | Alunni               | Data di nascita   | Provenienza              | Settimana 1          | Settimana 1            | Settimana 2            | Settimana 2            | Settimana 3            | Settimana 3                    | Settimana 4                    | Settimana 4       |
| -- | -------------------- | ----------------- | ------------------------ | -------------------- | ---------------------- | ---------------------- | ---------------------- | ---------------------- | ------------------------------ | ------------------------------ | ----------------- |
| 1  | Swami Caputo         | 10 luglio 2000    | Firenze                  | Entrati nel collegio |                        |                        |                        | Prima della settimana  | Prima della settimana          | Ammessa agli orali             | Promossi con lode |
| 2  | Giovanni Petrigliano | 26 maggio 2000    | Matera                   | Entrati nel collegio |                        | Primo della settimana  | Primo della settimana  |                        |                                | Ammesso agli orali con riserva | Promossi con lode |
| 3  | Silvia Di Santo      | 10 settembre 2001 | Torino                   | Entrati nel collegio | Prima della settimana  |                        |                        |                        |                                | Ammessi agli orali             | Promossi          |
| 4  | Pietro Dell'Aquila   | 2 maggio 2002     | Villaricca (NA)          | Entrati nel collegio |                        |                        |                        | Primo della settimana  | Primo della settimana          | Ammessi agli orali             | Promossi          |
| 5  | Ludovica Olgiati     | 25 settembre 2002 | Parabiago (MI)           | Entrati nel collegio |                        | Prima della settimana  | Prima della settimana  | Punita                 | Punita                         | Ammessi agli orali             | Promossi          |
| 6  | Filippo Zamparini    | 27 giugno 2002    | Varese                   | Entrati nel collegio |                        |                        |                        |                        |                                | Ammessi agli orali             | Promossi          |
| 7  | Marika Ferrarelli    | 6 agosto 2000     | Napoli                   | Entrati nel collegio |                        | Punita                 | Punita                 |                        |                                | Ammessi agli orali             | Promossi          |
| 8  | Carla Addonisio      | 3 aprile 2000     | Macerata Campania (CE)   | Entrati nel collegio |                        |                        |                        | Ultima della settimana | Ultima della settimana         | Ammessi agli orali             | Promossi          |
| 9  | Veronica Mastro      | 8 settembre 2000  | Roma                     | Entrati nel collegio | Ultima della settimana |                        |                        |                        |                                | Ammessi agli orali             | Promossi          |
| 10 | Filippo Moras        | 4 marzo 1999      | Castelnuovo Scrivia (AL) | Entrati nel collegio |                        | Punito                 | Ultimo della settimana | Punito                 | Non classificato               | Ammessi agli orali             | Promossi          |
| 11 | Alessio Milanesi     | 6 dicembre 2001   | Bari                     | Entrati nel collegio | Punito                 | Punito                 | Non Classificato       | Non Classificato       | Ammesso agli orali con riserva |                                | Promossi          |
| 12 | Federico Nobile      | 2002              | Firenze                  | Entrati nel collegio | Punito                 | Punito                 | Punito                 | Punito                 | Ammessi agli orali             | Bocciati                       |                   |
| 13 | Jenny De Nucci       | 27 maggio 2000    | Limbiate (MI)            | Entrati nel collegio | Ultima della settimana | Ultima della settimana |                        |                        | Ammessi agli orali             | Bocciati                       |                   |
| 14 | Adriano Occulto      | 27 luglio 2000    | Brebbia (VA)             | Entrati nel collegio | Sospeso                | Sospeso                | Punito                 | Non classificato       | Non ammesso agli orali         | Bocciati                       |                   |
| 15 | Arianna Pasin        | 4 febbraio 2001   | Merate (LC)              | Entrati nel collegio |                        |                        |                        | Ritirata               | Ritirata                       |                                |                   |
| 16 | Dimitri Iannone      | 8 giugno 1999     | Villa Literno (CE)       | Entrati nel collegio | Ultimo della settimana |                        |                        | Espulso                | Espulso                        |                                |                   |
| 17 | Davide Erba          | 22 luglio 2001    | Monza                    | Entrati nel collegio | Primo della settimana  | Ritirato               | Ritirato               |                        |                                |                                |                   |
| 18 | Letizia Del Signore  | 28 gennaio 2002   | Civita Castellana (VT)   | Entrati nel collegio | Ritirata               |                        |                        |                        |                                |                                |                   |

#### Professori
- Paolo Bosisio - Preside
- Andrea Maggi - Italiano e latino
- Emilia Termignoni - Storia e geografia
- Piera Candotti - Scienze naturali
- Annalisa Ciampalini - Matematica
- Fabio Caccioppoli - Educazione fisica e applicazioni tecniche
- Lucia Gravante - Economia domestica
- Matteo Valbusa - Musica e canto corale
- Marco La Rosa - Ballo

#### Sorveglianti
- Lucia Gravante
- Luigi Ferrante

#### Ascolti
| Puntata | Messa in onda   | Ascolti        | Ascolti | Ascolti |
| Puntata | Messa in onda   | Telespettatori | Share   | Fonte   |
| ------- | --------------- | -------------- | ------- | ------- |
| 1       | 2 gennaio 2017  | 2 132 000      | 8,20%   | [ 19 ]  |
| 2       | 9 gennaio 2017  | 1 984 000      | 7,30%   | [ 20 ]  |
| 3       | 16 gennaio 2017 | 2 000 000      | 7,50%   | [ 21 ]  |
| 4       | 23 gennaio 2017 | 2 134 000      | 8,50%   | [ 22 ]  |

### Seconda edizione (2017)
Il reality è stato rinnovato per una seconda edizione, ambientata nell'anno 1961 ed è andata in onda dal 26 settembre al 17 ottobre 2017. Tra le novità di questa edizione, vi è stata l'introduzione della figura dei rappresentanti di classe (due, un ragazzo ed una ragazza), i quali devono rispondere delle azioni non regolamentari svolte dai compagni e rappresentare la classe di fronte al preside. Un'ulteriore novità è stata l'aggiunta di francese tra le materie insegnate. Inoltre in questa edizione la matematica e le scienze hanno la docenza comune.
Anche in questa edizione hanno partecipato 18 ragazzi, di cui 11 hanno ottenuto il diploma.

#### Alunni
| N° | Alunni               | Data di nascita   | Provenienza            | Settimana 1          | Settimana 1            | Settimana 2            | Settimana 2            | Settimana 3            | Settimana 3                    | Settimana 4       | Settimana 4       |
| -- | -------------------- | ----------------- | ---------------------- | -------------------- | ---------------------- | ---------------------- | ---------------------- | ---------------------- | ------------------------------ | ----------------- | ----------------- |
| 1  | Edoardo Maragno      | 23 dicembre 2000  | Spino d'Adda (CR)      | Entrati nel collegio | Primo della settimana  |                        |                        |                        | Ammessi agli orali             | Promossi con lode | Promossi con lode |
| 2  | Maddalena Sarti      | 6 novembre 2001   | Molinella (BO)         | Entrati nel collegio |                        | Prima della settimana  | Prima della settimana  |                        | Ammessi agli orali             | Promossi con lode | Promossi con lode |
| 3  | Brunella Cacciuni    | 26 febbraio 2002  | Torre del Greco (NA)   | Entrati nel collegio | Prima della settimana  |                        |                        | Primi della settimana  | Ammessi agli orali             | Promossi          | Promossi          |
| 4  | Gabrielle Sarmiento  | 11 luglio 2000    | Roma                   | Entrati nel collegio |                        |                        |                        | Primi della settimana  | Ammessi agli orali             | Promossi          | Promossi          |
| 5  | Nagga Baldina        | 1º marzo 2003     | Garbagna Novarese (NO) | Entrati nel collegio | Punito                 | Primo della settimana  | Primo della settimana  |                        | Ammessi agli orali             | Promossi          | Promossi          |
| 6  | Ginevra Mandolese    | 3 febbraio 2002   | Teramo                 | Entrati nel collegio |                        |                        |                        |                        | Ammessi agli orali             | Promossi          | Promossi          |
| 7  | Elisabetta Gibilisco | 7 agosto 2002     | Floridia (SR)          | Entrati nel collegio | Puniti                 |                        |                        |                        | Ammessi agli orali             | Promossi          | Promossi          |
| 8  | Federico Mancosu     | 27 febbraio 2000  | Vimodrone (MI)         | Entrati nel collegio | Puniti                 |                        |                        |                        | Ammessi agli orali             | Promossi          | Promossi          |
| 9  | Davide Moccia        | 12 luglio 2002    | Casaluce (CE)          | Entrati nel collegio |                        |                        |                        | Punito                 | Ammessi agli orali             | Promossi          | Promossi          |
| 10 | Michelle Cavallaro   | 13 aprile 2003    | Azzano Decimo (PN)     | Entrati nel collegio | Punita                 |                        |                        |                        | Ammessi agli orali             | Promossi          | Promossi          |
| 11 | Noa Planas           | 19 gennaio 2002   | Gabicce Mare (PU)      | Entrati nel collegio |                        |                        |                        |                        | Ammessa agli orali con riserva | Promossi          | Promossi          |
| 12 | Giuseppe Spitaleri   | 6 agosto 2000     | Palermo                | Entrati nel collegio | Ultimo della settimana |                        |                        |                        | Ammesso agli orali             | Bocciati          | Bocciati          |
| 13 | Gaia Malgieri        | 18 settembre 2001 | Villanova d'Asti (AT)  | Entrati nel collegio | Ultima della settimana | Ultima della settimana | Ultima della settimana |                        | Ammessa agli orali con riserva | Bocciati          | Bocciati          |
| 14 | Dimitri Tincano      | 28 maggio 2001    | Terni                  | Entrati nel collegio | Punito                 | Punito                 | Punito                 | Ultimi della settimana | Non ammesso agli orali         | Isolato           | Bocciato          |
| 15 | Arianna Triassi      | 22 agosto 2001    | Napoli                 | Entrati nel collegio | Isolata                | Puniti                 | Puniti                 | Ultimi della settimana | Espulsa                        | Espulsa           | Espulsa           |
| 16 | Marco Biò            | 21 febbraio 2000  | Milano                 | Entrati nel collegio |                        | Puniti                 | Puniti                 | Ritirato               |                                |                   |                   |
| 17 | Roberto Magro        | 24 gennaio 2003   | Monza                  | Entrati nel collegio | Punito                 | Ultimo della settimana | Espulso                |                        |                                |                   |                   |
| 18 | Camilla Ricciardi    | 3 ottobre 2003    | Genova                 | Entrati nel collegio | Ritirata               | Ritirata               |                        |                        |                                |                   |                   |

#### Professori
- Alberto Faverio - Preside
- Andrea Maggi - Italiano e latino
- Berta Corvi - Francese
- Luca Raina - Storia e geografia
- Maria Rosa Petolicchio - Matematica e scienze
- Fabio Caccioppoli - Educazione fisica e applicazioni tecniche
- Lucia Gravante - Economia domestica
- Massimo Fiocchi Malaspina - Musica e canto corale
- Marco La Rosa - Ballo

#### Sorveglianti
- Lucia Gravante
- Luigi Ferrante

#### Ascolti
| Puntata | Messa in onda     | Ascolti        | Ascolti | Ascolti |
| Puntata | Messa in onda     | Telespettatori | Share   | Fonte   |
| ------- | ----------------- | -------------- | ------- | ------- |
| 1       | 26 settembre 2017 | 1 820 000      | 7,70%   | [ 23 ]  |
| 2       | 3 ottobre 2017    | 2 091 000      | 7,20%   | [ 24 ]  |
| 3       | 10 ottobre 2017   | 1 489 000      | 6,50%   | [ 25 ]  |
| 4       | 17 ottobre 2017   | 1 692 000      | 7,20%   | [ 26 ]  |

### Terza edizione (2019)
La terza stagione è stata ambientata nel 1968. Le puntate di quest'edizione sono andate in onda dal 12 febbraio al 12 marzo 2019, per un totale di cinque puntate. In questa stagione estesa è stato introdotto lo studio della lingua inglese, educazione civica, artistica e musicale, l'educazione fisica e le applicazioni tecniche sono state separate in due materie distinte, mentre sono state soppresse il francese e il latino. Inoltre, per la prima volta, si è svolta una prova scritta d'ammissione dopo la quale sono stati respinti due studenti; in compenso altri due, sempre per la prima volta, sono stati ammessi in collegio dopo la prima settimana, portando i partecipanti totali a ventidue ma con un massimo di venti contemporaneamente presenti nel programma. A ricevere il diploma sono stati in 13.

#### Alunni
| N° | Alunni              | Data di nascita   | Provenienza              | Settimana 1             | Settimana 1             | Settimana 1             | Settimana 2            | Settimana 2            | Settimana 3            | Settimana 3            | Settimana 4           | Settimana 4           | Settimana 5                    | Settimana 5                    | Settimana 5       |
| -- | ------------------- | ----------------- | ------------------------ | ----------------------- | ----------------------- | ----------------------- | ---------------------- | ---------------------- | ---------------------- | ---------------------- | --------------------- | --------------------- | ------------------------------ | ------------------------------ | ----------------- |
| 1  | Riccardo Tosi       | 28 febbraio 2001  | Verona                   | Ammessi al collegio     |                         |                         |                        |                        | Primo della settimana  | Primo della settimana  | Punito                | Punito                | Ammessi agli orali             | Ammessi agli orali             | Promossi con lode |
| 2  | Beatrice Cossu      | 9 novembre 2001   | Bareggio (MI)            | Ammessi al collegio     | Punita                  | Punita                  | Punita                 | Prima della settimana  |                        |                        |                       |                       | Ammessi agli orali             | Ammessi agli orali             | Promossi con lode |
| 3  | Elia Libero Gumiero | 2 gennaio 2004    | Campolongo Maggiore (VE) | Ammessi al collegio     |                         |                         | Primo della settimana  | Primo della settimana  |                        |                        | Primo della settimana | Primo della settimana | Ammessi agli orali             | Ammessi agli orali             | Promossi          |
| 4  | Noemi Ortona        | 19 marzo 2003     | Milano                   | Ammessi al collegio     | Prima della settimana   | Prima della settimana   | Punita                 | Punita                 | Prima della settimana  | Prima della settimana  |                       |                       | Ammessi agli orali             | Ammessi agli orali             | Promossi          |
| 5  | Nicole Rossi        | 30 marzo 2001     | Roma                     | Ammessi al collegio     | Punita                  | Punita                  | Isolata                | Isolata                |                        |                        | Prima della settimana | Prima della settimana | Ammessi agli orali             | Ammessi agli orali             | Promossi          |
| 6  | Gabriele De Chiara  | 23 ottobre 2001   | Roma                     | Ammessi al collegio     | Punito                  | Primo della settimana   | Punito                 | Punito                 | Isolato                | Isolato                | Punito                | Non classificato      | Punito                         | Ammesso agli orali             | Promossi          |
| 7  | Jennifer Poni       | 6 aprile 2001     | Ranica (BG)              | Ammessi al collegio     | Punita                  | Punita                  |                        |                        |                        |                        |                       |                       | Ammessi agli orali             | Ammessi agli orali             | Promossi          |
| 8  | William Carrozzo    | 21 maggio 2001    | Galliate (NO)            | Ammessi al collegio     |                         |                         |                        |                        |                        |                        | Puniti                | Puniti                | Ammessi agli orali             | Ammessi agli orali             | Promossi          |
| 9  | Youssef Komeiha     | 30 aprile 2002    | Napoli                   | Ammessi al collegio     | Punito                  | Punito                  |                        |                        |                        |                        | Puniti                | Puniti                | Ammessi agli orali             | Ammessi agli orali             | Promossi          |
| 10 | Giulia Mannucci     | 19 settembre 2002 | Roma                     | Ammessi al collegio     | Punita                  |                         | Punita                 | Punita                 |                        |                        |                       |                       | Ammessi agli orali             | Ammessi agli orali             | Promossi          |
| 11 | Alice Carbotti      | 15 febbraio 2003  | San Donato Milanese (MI) | Ammessi al collegio     |                         |                         | Punita                 | Ultima della settimana |                        |                        |                       |                       | Ammessi agli orali             | Ammessi agli orali             | Promossi          |
| 12 | Esteban Frigerio    | 6 giugno 2003     | Como                     | Ammessi al collegio     |                         |                         |                        |                        |                        |                        | Punito                | Punito                | Ammessi agli orali con riserva | Ammessi agli orali con riserva | Promossi          |
| 13 | Alice De Bortoli    | 8 ottobre 2003    | Casale sul Sile (TV)     | Non in collegio         | Non in collegio         | Ammessa al collegio     |                        |                        |                        |                        |                       |                       | Ammessi agli orali con riserva | Ammessi agli orali con riserva | Promossi          |
| 14 | Matias Caviglia     | 25 settembre 2003 | Massalengo (LO)          | Ammesso al collegio     | Punito                  | Ultimo della settimana  |                        |                        | Punito                 | Ultimo della settimana | Punito                | Non classificato      | Punito                         | Ammesso agli orali con riserva | Bocciati          |
| 15 | Luca Cobelli        | 16 aprile 2001    | Settimo Milanese (MI)    | Non in collegio         | Non in collegio         | Ammesso al collegio     | Ultimo della settimana | Ultimo della settimana |                        |                        | Punito                | Punito                | Non ammesso agli orali         | Non ammesso agli orali         | Bocciati          |
| 16 | Marilù Fazzini      | 15 settembre 2002 | Città Sant'Angelo (PE)   | Ammessi al collegio     |                         |                         | Punite                 | Punite                 | Punita                 | Ultima della settimana | Espulse               | Espulse               | Espulse                        |                                |                   |
| 17 | Cora Fazzini        | 15 settembre 2002 | Città Sant'Angelo (PE)   | Ammessi al collegio     | Ultima della settimana  | Ultima della settimana  | Punite                 | Punite                 | Ultima della settimana | Ultima della settimana | Espulse               | Espulse               | Espulse                        |                                |                   |
| 18 | Michael Gambuzza    | 18 settembre 2002 | Milano                   | Ammessi al collegio     | Puniti                  | Puniti                  |                        |                        | Espulsi                | Espulsi                |                       |                       |                                |                                |                   |
| 19 | Evan Nestola        | 4 dicembre 2002   | Milano                   | Ammessi al collegio     | Puniti                  | Puniti                  |                        |                        | Espulsi                | Espulsi                |                       |                       |                                |                                |                   |
| 20 | Ginevra Pirola      | 14 dicembre 2002  | Bollate (MI)             | Ammessi al collegio     |                         |                         | Punita                 | Ritirata               |                        |                        |                       |                       |                                |                                |                   |
| 21 | Syria D'Ambra       | 2003              | Milano                   | Non ammessi al collegio | Non ammessi al collegio | Non ammessi al collegio |                        |                        |                        |                        |                       |                       |                                |                                |                   |
| 22 | Luca Vittozzi       | 2001              | Forlì                    | Non ammessi al collegio | Non ammessi al collegio | Non ammessi al collegio |                        |                        |                        |                        |                       |                       |                                |                                |                   |

#### Professori
- Paolo Bosisio - Preside
- Andrea Maggi - Italiano e educazione civica
- David Wayne Callahan - Inglese
- Luca Raina - Storia e geografia
- Maria Rosa Petolicchio - Matematica e scienze
- Alessandro Carnevale - Arte
- Diana Cavagnaro - Musica
- Dario Cipani - Educazione fisica
- Piero Maggiò - Applicazioni tecniche
- Lucia Gravante - Economia domestica
- Marco La Rosa - Ballo

#### Sorveglianti
- Lucia Gravante
- Piero Maggiò

#### Ospiti
- Filippo Zamparini (2ª puntata)

#### Ascolti
| Puntata | Messa in onda    | Ascolti        | Ascolti | Ascolti |
| Puntata | Messa in onda    | Telespettatori | Share   | Fonte   |
| ------- | ---------------- | -------------- | ------- | ------- |
| 1       | 12 febbraio 2019 | 1 634 000      | 6,70%   | [ 29 ]  |
| 2       | 19 febbraio 2019 | 1 896 000      | 7,80%   | [ 30 ]  |
| 3       | 26 febbraio 2019 | 2 316 000      | 10,00%  | [ 31 ]  |
| 4       | 5 marzo 2019     | 2 399 000      | 10,40%  | [ 32 ]  |
| 5       | 12 marzo 2019    | 2 307 000      | 9,70%   | [ 33 ]  |

### Quarta edizione (2019)
La quarta stagione è stata ambientata nel 1982; è andata in onda dal 22 ottobre al 26 novembre 2019, per sei puntate complessive. Vengono introdotte l'informatica, l'aerobica e la break dance come materie non oggetto d'esame, mentre viene rimosso il ballo. In questa stagione si è svolto ancora una volta il test di ammissione; cinque collegiali non l'hanno superato, ma il preside, rispetto all'edizione precedente ha dato a loro la possibilità di rimanere come uditori per una settimana, alla fine della quale avrebbero dovuto sostenere un secondo esame per decidere se ammetterli al Collegio oppure no. Gli uditori hanno un'uniforme priva della cravatta e dello stemma del Collegio. Nonostante la disposizione del preside la prova di riammissione viene annullata poiché quasi tutti i collegiali, a causa di una bravata in piena notte, subiscono la revoca dell'ammissione e viene deciso che gli uditori, estranei al fatto verranno ammessi senza sostenere l'esame. Anche in questa stagione sono entrati due nuovi collegiali portando il totale a 22 partecipanti.
In questa edizione, il collegio è stato visitato per la prima volta da un ispettore scolastico che ha osservato le lezioni e ha posto domande agli studenti; successivamente ha elaborato una relazione scritta, fondamentale per la reputazione e il destino del Collegio. Inoltre, l'assemblea di classe per la prima volta ha deliberato, su delega del preside, l'espulsione di una collegiale.

#### Alunni
| N° | Alunni              | Data di nascita  | Provenienza        | Settimana 1         | Settimana 1           | Settimana 1           | Settimana 2               | Settimana 2               | Settimana 3            | Settimana 3            | Settimana 4            | Settimana 4            | Settimana 5                    | Settimana 5                    | Settimana 6                    | Settimana 6                    | Settimana 6       |
| -- | ------------------- | ---------------- | ------------------ | ------------------- | --------------------- | --------------------- | ------------------------- | ------------------------- | ---------------------- | ---------------------- | ---------------------- | ---------------------- | ------------------------------ | ------------------------------ | ------------------------------ | ------------------------------ | ----------------- |
| 1  | Roberta Zacchero    | 19 novembre 2002 | Torino             | Ammessi al collegio | Punita                | Ammissione revocata   | Riammessi al collegio     | Primi della settimana     |                        |                        |                        |                        |                                |                                | Ammessi agli orali             | Ammessi agli orali             | Promossi con lode |
| 2  | Mario Tricca        | 13 luglio 2004   | Castel Madama (RM) | Ammessi al collegio | Ammissione revocata   | Ammissione revocata   | Riammessi al collegio     | Primi della settimana     |                        |                        |                        |                        | Punito                         | Punito                         | Ammessi agli orali             | Ammessi agli orali             | Promossi con lode |
| 3  | Maggy Gioia         | 1 febbraio 2005  | Milano             | Ammessi al collegio | Prima della settimana | Prima della settimana |                           |                           | Prima della settimana  | Prima della settimana  |                        |                        |                                |                                | Ammessi agli orali             | Ammessi agli orali             | Promossi          |
| 4  | Mariana Aresta      | 8 aprile 2003    | Bitritto (BA)      | Ammessi al collegio | Ammissione revocata   | Ammissione revocata   | Riammessa al collegio     | Riammessa al collegio     |                        |                        |                        |                        | Prima della settimana          | Prima della settimana          | Ammessi agli orali             | Ammessi agli orali             | Promossi          |
| 5  | Samuele Fazzi       | 5 novembre 2001  | Massa              | Giudizio sospeso    | Ammessi al collegio   | Ammessi al collegio   |                           |                           | Primo della settimana  | Primo della settimana  |                        |                        |                                |                                | Ammessi agli orali             | Ammessi agli orali             | Promossi          |
| 6  | George Ciupilan     | 13 luglio 2002   | Stella (SV)        | Giudizio sospeso    | Ammessi al collegio   | Ammessi al collegio   |                           |                           |                        |                        | Punito                 | Punito                 | Primo della settimana          | Primo della settimana          | Ammessi agli orali             | Ammessi agli orali             | Promossi          |
| 7  | Gianni Musella      | 28 agosto 2002   | Moncalieri (TO)    | Ammessi al collegio | Ammissione revocata   | Ammissione revocata   | Riammessi al collegio     | Riammessi al collegio     |                        |                        |                        |                        |                                |                                | Ammessi agli orali             | Ammessi agli orali             | Promossi          |
| 8  | Nicolò Robbiano     | 19 ottobre 2003  | Quattordio (AL)    | Ammessi al collegio | Ammissione revocata   | Ammissione revocata   | Riammessi al collegio     | Riammessi al collegio     |                        |                        |                        |                        |                                |                                | Ammessi agli orali             | Ammessi agli orali             | Promossi          |
| 9  | Vilma D'Addario     | 30 luglio 2004   | Potenza            | Ammessi al collegio | Ammissione revocata   | Ammissione revocata   | Riammessi al collegio     | Riammessi al collegio     |                        |                        |                        |                        |                                |                                | Ammessi agli orali             | Ammessi agli orali             | Promossi          |
| 10 | Gabriele Montuori   | 26 aprile 2005   | Marcianise (CE)    | Ammessi al collegio | Ammissione revocata   | Ammissione revocata   | Riammessi al collegio     | Riammessi al collegio     | Punito                 | Ammesso agli orali     |                        |                        |                                |                                |                                |                                | Promossi          |
| 11 | Vincenzo Crispino   | 18 aprile 2003   | Napoli             | Ammessi al collegio | Ammissione revocata   | Ammissione revocata   | Riammessi al collegio     | Riammessi al collegio     | Punito                 | Punito                 | Punito                 | Punito                 | Punito                         | Punito                         | Ammessi agli orali             | Ammessi agli orali             | Promossi          |
| 12 | Giulio Maggio       | 4 settembre 2004 | Montespertoli (FI) | Ammessi al collegio | Ammissione revocata   | Ammissione revocata   | Riammesso al collegio     | Punito                    |                        |                        |                        |                        | Ultimo della settimana         | Ultimo della settimana         | Ammessi agli orali             | Ammessi agli orali             | Promossi          |
| 13 | Sara Piccione       | 7 aprile 2003    | Dolo (VE)          | Giudizio sospeso    | Ammessa al collegio   | Ammessa al collegio   | Punita                    | Ultima della settimana    |                        |                        |                        |                        |                                |                                | Ammessa agli orali con riserva | Ammessa agli orali con riserva | Promossi          |
| 14 | Martina Brondin     | 5 giugno 2002    | Albignasego (PD)   | Ammessi al collegio | Ammissione revocata   | Ammissione revocata   | Riammessi al collegio     | Riammessi al collegio     | Ultima della settimana | Ultima della settimana |                        |                        | Punita                         | Punita                         | Ammessa agli orali             | Ammessa agli orali             | Bocciati          |
| 15 | Asia Busciantella   | 12 luglio 2004   | Trevi (PG)         | Ammessi al collegio | Ammissione revocata   | Ammissione revocata   | Riammessi al collegio     | Riammessi al collegio     | Punita                 | Punita                 | Ultima della settimana | Ultima della settimana | Ammessi agli orali con riserva | Ammessi agli orali con riserva |                                |                                | Bocciati          |
| 16 | Francesco Cardamone | 19 gennaio 2005  | Roma               | Ammessi al collegio | Ammissione revocata   | Ammissione revocata   | Riammessi al collegio     | Riammessi al collegio     | Punito                 | Ultimo della settimana |                        |                        |                                |                                |                                |                                | Bocciati          |
| 17 | Chiara Adamuccio    | 8 aprile 2002    | Scorrano (LE)      | Non in collegio     | Non in collegio       | Non in collegio       | Non in collegio           | Non in collegio           | Ammessa al collegio    | Ammessa al collegio    | Punita                 | Non ammessa agli orali |                                |                                |                                |                                | Bocciati          |
| 18 | Claudia Dorelfi     | 1 marzo 2005     | Roma               | Ammessa al collegio | Punita                | Ammissione revocata   | Riammessa al collegio     | Punita                    | Sospesa                | Sospesa                | Punita                 | Punita                 | Punita                         | Espulsa                        |                                |                                |                   |
| 19 | Alex Djordjevic     | 7 febbraio 2004  | Nerviano (MI)      | Giudizio sospeso    | Ammesso al collegio   | Ammesso al collegio   | Punito                    | Ultimo della settimana    |                        |                        | Puniti                 | Espulsi                |                                |                                |                                |                                |                   |
| 20 | Andrea Bellantoni   | 9 gennaio 2002   | Pomezia (RM)       | Non in collegio     | Non in collegio       | Non in collegio       | Non in collegio           | Non in collegio           | Ammesso al collegio    | Ammesso al collegio    | Puniti                 | Espulsi                |                                |                                |                                |                                |                   |
| 21 | Alysia Piccamiglio  | 30 agosto 2003   | Soldano (IM)       | Ammessa al collegio | Punita                | Ammissione revocata   | Non riammessa al collegio | Non riammessa al collegio |                        |                        |                        |                        |                                |                                |                                |                                |                   |
| 22 | Benedettagea Matera | 20 luglio 2005   | Napoli             | Giudizio sospeso    | Ritirata              | Ritirata              |                           |                           |                        |                        |                        |                        |                                |                                |                                |                                |                   |

#### Professori
- Paolo Bosisio - Preside
- Andrea Maggi - Italiano e educazione civica (sostituito nella 4ª puntata)
- David Wayne Callahan - Inglese
- Luca Raina - Storia e geografia
- Maria Rosa Petolicchio - Matematica e scienze
- Alessandro Carnevale - Arte
- Piero Maggiò e Lucia Gravante - Educazione tecnica (economia domestica e applicazioni tecniche)
- Daniele Calanna - Educazione fisica
- Giovanna Giovannini - Musica
- Valentina Gottlieb - Aerobica
- Carlo Santagostino - Informatica
- Carmelo Trainito - Breakdance
- Marilisa Pino - Supplente di italiano e educazione civica (nella 4ª puntata al posto di Andrea Maggi)
- Max Bruschi - Ispettore scolastico

#### Sorveglianti
- Lucia Gravante
- Piero Maggiò

#### Ascolti
| Puntata | Messa in onda    | Ascolti        | Ascolti | Ascolti |
| Puntata | Messa in onda    | Telespettatori | Share   | Fonte   |
| ------- | ---------------- | -------------- | ------- | ------- |
| 1       | 22 ottobre 2019  | 2 433 000      | 10,70%  | [ 36 ]  |
| 2       | 29 ottobre 2019  | 2 252 000      | 9,70%   | [ 37 ]  |
| 3       | 5 novembre 2019  | 2 486 000      | 10,60%  | [ 38 ]  |
| 4       | 12 novembre 2019 | 2 584 000      | 11,10%  | [ 39 ]  |
| 5       | 19 novembre 2019 | 2 530 000      | 11,00%  | [ 40 ]  |
| 6       | 26 novembre 2019 | 2 352 000      | 10,20%  | [ 41 ]  |

### Quinta edizione (2020)
L'11 giugno 2020 la produttrice Banijay ha aperto i casting per la quinta edizione, che ha lasciato il Collegio San Carlo Celana di Caprino Bergamasco, sede delle prime quattro edizioni, essendo la zona fortemente colpita dal COVID-19, per spostarsi ad Anagni (FR) al Convitto Nazionale Regina Margherita. La quinta edizione è stata ambientata nel 1992. È stata trasmessa dal 27 ottobre al 15 dicembre 2020 su Rai 2, estesa a otto puntate. Tra le novità di quest'edizione vi sono la presenza del bidello, in aggiunta ai sorveglianti, l'inserimento di recitazione ed educazione sessuale e la rimozione di aerobica ed educazione tecnica.
Durante la terza puntata, a causa di un impegno esterno, il preside viene sostituito dalla professoressa Petolicchio, con la quale si ha un ritorno a regolamenti scolastici in vigore negli anni '60 (ambientazione delle prime tre edizioni). Nella quarta puntata, sono state consegnate per la prima volta le pagelle di metà corso; chi non ha ottenuto una media di voti sufficiente ha dovuto abbandonare il corso. I restanti studenti, invece, hanno potuto indossare una giacca rossa e proseguire il loro percorso nel programma. In questa edizione il numero dei ragazzi ha superato quello delle ragazze (13 ragazzi e 11 ragazze); 9 ragazzi non sono arrivati fino alla fine del percorso e questa risulta essere l'edizione con più espulsioni nella storia del programma. Inoltre, per la prima volta, l'inno del Collegio non è più l'apposita canzone creata da Pinuccio Pirazzoli, ma una scelta dall'insegnante di musica, nello specifico Ragazzo fortunato di Jovanotti.

#### Alunni
| N° | Alunni                | Data di nascita   | Provenienza                    | Settimana 1         | Settimana 1             | Settimana 1             | Settimana 2           | Settimana 2                             | Settimana 3            | Settimana 4                         | Settimana 4                         | Settimana 5           | Settimana 5            | Settimana 6            | Settimana 6            | Settimana 6            | Settimana 6            | Settimana 6            | Settimana 7            | Settimana 7             | Settimana 8                    | Settimana 8                    | Settimana 8       |
| -- | --------------------- | ----------------- | ------------------------------ | ------------------- | ----------------------- | ----------------------- | --------------------- | --------------------------------------- | ---------------------- | ----------------------------------- | ----------------------------------- | --------------------- | ---------------------- | ---------------------- | ---------------------- | ---------------------- | ---------------------- | ---------------------- | ---------------------- | ----------------------- | ------------------------------ | ------------------------------ | ----------------- |
| 1  | Sofia Cerio           | 8 dicembre 2004   | Pesaro                         | Ammessi al collegio | Ammessi al collegio     | Primi della settimana   | Punita                | Punita                                  |                        | Migliore della prima metà del corso | Migliore della prima metà del corso | Primi della settimana | Primi della settimana  | Prima della settimana  | Prima della settimana  | Prima della settimana  | Prima della settimana  | Prima della settimana  |                        |                         | Ammessa agli orali             | Ammessa agli orali             | Promossi con lode |
| 2  | Andrea Di Piero       | 4 aprile 2004     | Fiuggi (FR)                    | Ammessi al collegio | Ammessi al collegio     | Primi della settimana   | Punito                | Punito                                  | Punito                 |                                     |                                     | Primi della settimana | Primi della settimana  |                        |                        |                        |                        |                        | Primi della settimana  | Primi della settimana   | Punito                         | Ammesso agli orali             | Promossi con lode |
| 3  | Giulia Matera         | 18 ottobre 2004   | Salerno                        | Ammessa al collegio | Ammessa al collegio     | Ammessa al collegio     | Punita                | Punita                                  | Prima della settimana  |                                     |                                     |                       |                        |                        |                        |                        |                        |                        | Primi della settimana  | Primi della settimana   | Ammessi agli orali             | Ammessi agli orali             | Promossi          |
| 4  | Giordano Francati     | 26 aprile 2003    | Roma                           | Giudizio sospeso    | Ammesso al collegio     | Ammesso al collegio     |                       |                                         |                        | Punito                              | Punito                              | Punito                | Punito                 | Primo della settimana  | Primo della settimana  | Primo della settimana  | Primo della settimana  | Primo della settimana  |                        |                         | Ammessi agli orali             | Ammessi agli orali             | Promossi          |
| 5  | Alessandro Guida      | 12 febbraio 2006  | Civitavecchia (RM)             | Giudizio sospeso    | Ammesso al collegio     | Ammesso al collegio     | Primo della settimana | Primo della settimana                   |                        |                                     |                                     |                       |                        | Punito                 | Punito                 | Punito                 | Punito                 | Punito                 |                        |                         | Ammessi agli orali             | Ammessi agli orali             | Promossi          |
| 6  | Bonard Dago           | 11 maggio 2003    | Zero Branco (TV)               | Ammesso al collegio | Ammesso al collegio     | Punito                  |                       |                                         |                        | Punito                              | Punito                              | Punito                | Punito                 | Punito                 | Punito                 | Punito                 | Punito                 | Punito                 | Punito                 | Ammesso agli orali      |                                |                                | Promossi          |
| 7  | Usha Teoli            | 18 febbraio 2003  | Piombino (LI)                  | Giudizio sospeso    | Ammessi al collegio     | Ammessi al collegio     |                       |                                         |                        |                                     |                                     |                       |                        |                        |                        |                        |                        |                        |                        |                         | Ammessi agli orali             | Ammessi agli orali             | Promossi          |
| 8  | Maria Teresa Cristini | 1 dicembre 2005   | Genova                         | Giudizio sospeso    | Ammessi al collegio     | Ammessi al collegio     | Punita                | Punita                                  |                        |                                     |                                     | Punita                | Punita                 |                        |                        |                        |                        |                        |                        |                         | Ammessi agli orali             | Ammessi agli orali             | Promossi          |
| 9  | Leonardo Prezioso     | 8 ottobre 2002    | Locorotondo (BA)               | Non in collegio     | Non in collegio         | Non in collegio         | Non in collegio       | Non in collegio                         | Non in collegio        | Ammesso al collegio                 | Ammesso al collegio                 |                       |                        | Puniti                 | Puniti                 | Puniti                 | Puniti                 | Puniti                 |                        |                         | Punito                         | Ammesso agli orali             | Promossi          |
| 10 | Davide Vavalà         | 6 agosto 2003     | Bologna                        | Giudizio sospeso    | Ammessi al collegio     | Ammessi al collegio     | Puniti                | Puniti                                  |                        | Punito                              | Punito                              | Punito                | Ultimi della settimana | Puniti                 | Puniti                 | Puniti                 | Puniti                 | Puniti                 | Punito                 | Punito                  | Ammesso agli orali             | Ammesso agli orali             | Promossi          |
| 11 | Giulia Scarano        | 17 febbraio 2006  | Manfredonia (FG)               | Giudizio sospeso    | Ammessi al collegio     | Ammessi al collegio     | Puniti                | Puniti                                  | Ultima della settimana | Punita                              | Punita                              | Isolata per 24 ore    | Ultimi della settimana | Puniti                 | Puniti                 | Puniti                 | Puniti                 | Puniti                 | Ultima della settimana | Ultima della settimana  | Punita                         | Ammessa agli orali             | Promossi          |
| 12 | Luna Scognamiglio     | 5 luglio 2003     | Vietri sul Mare (SA)           | Giudizio sospeso    | Ammessi al collegio     | Ammessi al collegio     |                       |                                         |                        |                                     |                                     |                       |                        |                        |                        |                        |                        |                        |                        |                         | Ammessa agli orali con riserva | Ammessa agli orali con riserva | Promossi          |
| 13 | Luca Zigliana         | 17 aprile 2005    | Zanica (BG)                    | Ammesso al collegio | Ammesso al collegio     | Ammesso al collegio     | Punito                | Punito                                  | Punito                 | Punito                              | Punito                              |                       |                        |                        |                        |                        |                        |                        | Punito                 | Ultimo della settimana  | Puniti                         | Ammessi agli orali con riserva | Promossi          |
| 14 | Linda Bertollo        | 22 maggio 2006    | Ivrea (TO)                     | Giudizio sospeso    | Ammessa al collegio     | Ammessa al collegio     |                       |                                         |                        | Punita                              | Punita                              |                       |                        | Ultima della settimana | Ultima della settimana | Ultima della settimana | Ultima della settimana | Ultima della settimana |                        |                         | Puniti                         | Ammessi agli orali con riserva | Promossi          |
| 15 | Andrea Prezioso       | 8 ottobre 2002    | Locorotondo (BA)               | Non in collegio     | Non in collegio         | Non in collegio         | Non in collegio       | Non in collegio                         | Non in collegio        | Ammesso al collegio                 | Ammesso al collegio                 | Punito                | Punito                 | Punito                 | Punito                 | Punito                 | Punito                 | Punito                 | Bocciato               |                         | Puniti                         | Ammessi agli orali con riserva |                   |
| 16 | Rahul Teoli           | 21 settembre 2004 | Piombino (LI)                  | Ammessi al collegio | Ammessi al collegio     | Ammessi al collegio     | Punito                | Punito                                  | Punito                 |                                     |                                     |                       |                        | Isolato per 12 ore     | Espulso                | Espulsione revocata    | Punito                 | Ultimo della settimana | Punito                 | Espulso definitivamente |                                |                                |                   |
| 17 | Alessandro Andreini   | 25 maggio 2004    | San Giovanni in Marignano (RN) | Ammessi al collegio | Ammessi al collegio     | Ammessi al collegio     |                       |                                         | Primo della settimana  | Punito                              | Migliore della prima metà del corso |                       |                        | Espulsi                | Espulsi                | Espulsi                | Espulsi                | Espulsi                |                        |                         |                                |                                |                   |
| 18 | Ylenia Grambone       | 10 dicembre 2003  | Vallo della Lucania (SA)       | Ammessi al collegio | Ammessi al collegio     | Ammessi al collegio     |                       |                                         |                        | Punita                              | Punita                              |                       |                        | Espulsi                | Espulsi                | Espulsi                | Espulsi                | Espulsi                |                        |                         |                                |                                |                   |
| 19 | Rebecca Mongelli      | 9 maggio 2005     | Sesto Fiorentino (FI)          | Giudizio sospeso    | Ammessi al collegio     | Ultimi della settimana  | Punita                | Non ammessa alla seconda metà del corso |                        |                                     |                                     |                       |                        |                        |                        |                        |                        |                        |                        |                         |                                |                                |                   |
| 20 | Marco Crivellini      | 9 ottobre 2003    | Roma                           | Giudizio sospeso    | Ammessi al collegio     | Ultimi della settimana  | Punito                | Punito                                  |                        | Espulsi                             | Espulsi                             |                       |                        |                        |                        |                        |                        |                        |                        |                         |                                |                                |                   |
| 21 | Simone Bettin         | 2 settembre 2003  | San Miniato (PI)               | Non in collegio     | Non in collegio         | Non in collegio         | Ammesso al collegio   | Punito                                  | Ultimo della settimana | Espulsi                             | Espulsi                             |                       |                        |                        |                        |                        |                        |                        |                        |                         |                                |                                |                   |
| 22 | Aurora Morabito       | 4 giugno 2003     | Savona                         | Ammessa al collegio | Ammessa al collegio     | Ammessa al collegio     | Punita                | Punita                                  | Espulsa                |                                     |                                     |                       |                        |                        |                        |                        |                        |                        |                        |                         |                                |                                |                   |
| 23 | Luca Lapolla          | 28 novembre 2004  | Prato                          | Giudizio sospeso    | Non ammesso al collegio | Non ammesso al collegio |                       |                                         |                        |                                     |                                     |                       |                        |                        |                        |                        |                        |                        |                        |                         |                                |                                |                   |
| 24 | Mishel Gashi          | 21 febbraio 2005  | Calolziocorte (LC)             | Giudizio sospeso    | Punita                  | Non ammessa al collegio |                       |                                         |                        |                                     |                                     |                       |                        |                        |                        |                        |                        |                        |                        |                         |                                |                                |                   |

#### Professori
- Paolo Bosisio - Preside
- Andrea Maggi - Italiano e educazione civica
- David Wayne Callahan - Inglese
- Luca Raina - Storia e geografia (fino alla 5ª puntata)
- Roberta Barbiero - Storia e geografia (dalla 5ª puntata)
- Maria Rosa Petolicchio - Matematica e scienze, preside vicario (nella 3ª puntata)
- Alessandro Carnevale - Arte
- Lucia Gravante - Economia domestica
- Patrizio Cigliano - Recitazione
- Roberta Sette - Educazione sessuale
- Marco Chingari - Musica
- Valentina Gottlieb - Educazione fisica
- Carlo Santagostino - Informatica
- Carmelo Trainito - Ballo

#### Sorveglianti
- Lucia Gravante
- Massimo Sabet

#### Bidello
- Enzo Marcelli

#### Ascolti
| Puntata | Messa in onda    | Ascolti        | Ascolti | Ascolti |
| Puntata | Messa in onda    | Telespettatori | Share   | Fonte   |
| ------- | ---------------- | -------------- | ------- | ------- |
| 1       | 27 ottobre 2020  | 2 520 000      | 11,60%  | [ 47 ]  |
| 2       | 3 novembre 2020  | 2 469 000      | 10,60%  | [ 48 ]  |
| 3       | 10 novembre 2020 | 2 476 000      | 10,60%  | [ 49 ]  |
| 4       | 17 novembre 2020 | 2 559 000      | 10,60%  | [ 50 ]  |
| 5       | 24 novembre 2020 | 2 492 000      | 11,20%  | [ 51 ]  |
| 6       | 1º dicembre 2020 | 2 558 000      | 11,40%  | [ 52 ]  |
| 7       | 8 dicembre 2020  | 2 241 000      | 9,40%   | [ 53 ]  |
| 8       | 15 dicembre 2020 | 2 529 000      | 11,20%  | [ 54 ]  |

### Sesta edizione (2021)
Il 3 giugno 2021 la produttrice Banijay ha aperto i casting per la sesta edizione del programma, che è ambientata nel 1977, ed è andata in onda dal 26 ottobre al 14 dicembre 2021 per otto puntate.
Tra le novità dell'edizione c'è la creazione di una radio e di una fanzine curati dai ragazzi del collegio. Come nella passata edizione, nella quarta puntata vengono consegnate le pagelle di metà corso e solo chi ha una media almeno sufficiente può continuare a rimanere in collegio, questa volta indossando una cravatta rossa con lo stemma del collegio. Questa puntata, inoltre, è stata pubblicata in anteprima esclusiva su RaiPlay a causa di una variazione del palinsesto di Rai 2 legata alle ATP Finals 2021 di tennis, per poi essere trasmessa anche in TV il martedì successivo.

#### Alunni
| N° | Alunni                     | Data di nascita   | Provenienza                   | Settimana 1            | Settimana 1           | Settimana 2           | Settimana 2            | Settimana 3           | Settimana 4                         | Settimana 4                         | Settimana 5                             | Settimana 5                             | Settimana 5                             | Settimana 6 | Settimana 6            | Settimana 7                    | Settimana 7            | Settimana 8            | Settimana 8       |
| -- | -------------------------- | ----------------- | ----------------------------- | ---------------------- | --------------------- | --------------------- | ---------------------- | --------------------- | ----------------------------------- | ----------------------------------- | --------------------------------------- | --------------------------------------- | --------------------------------------- | ----------- | ---------------------- | ------------------------------ | ---------------------- | ---------------------- | ----------------- |
| 1  | Edoardo Lo Faso            | 19 febbraio 2005  | Catania                       | Primo della settimana  | Primo della settimana | Primo della settimana | Primo della settimana  |                       | Punito                              | Migliore della prima metà del corso |                                         |                                         |                                         | Punito      | Punito                 | Primo della settimana          | Primo della settimana  | Ammessi agli orali     | Promossi con lode |
| 2  | Maria Sofia Pia Federico   | 26 gennaio 2005   | Valmontone (RM)               |                        |                       | Prima della settimana | Prima della settimana  |                       |                                     |                                     |                                         |                                         |                                         |             |                        | Isolata per 24 ore             | N.C.                   | Ammessi agli orali     | Promossi con lode |
| 3  | Sara Masserini             | 18 maggio 2005    | Colzate (BG)                  | Prima della settimana  | Prima della settimana |                       |                        |                       | Migliore della prima metà del corso | Migliore della prima metà del corso | Prima della settimana                   | Prima della settimana                   | Prima della settimana                   |             |                        |                                |                        | Ammessi agli orali     | Promossi          |
| 4  | Elisa Cimbaro              | 12 ottobre 2006   | Tarvisio (UD)                 |                        |                       |                       |                        | Prima della settimana |                                     |                                     |                                         |                                         |                                         |             |                        |                                |                        | Ammessi agli orali     | Promossi          |
| 5  | Cristiano Karol Russo      | 20 dicembre 2005  | San Pietro Vernotico (BR)     |                        |                       |                       |                        |                       | Punito                              | Punito                              | Primo della settimana                   | Primo della settimana                   | Primo della settimana                   | Punito      | Punito                 |                                |                        | Ammessi agli orali     | Promossi          |
| 6  | Matteo Palazzo             | 5 ottobre 2004    | Saint-Germain-en-Laye (FRA)   | Non in collegio        | Non in collegio       | Non in collegio       | Non in collegio        | Non in collegio       | Non in collegio                     | Non in collegio                     | Ammesso al collegio                     | Punito                                  | Punito                                  | Punito      | Primo della settimana  |                                |                        | Ammessi agli orali     | Promossi          |
| 7  | Lorenzo Sena               | 22 maggio 2007    | Viareggio (LU)                |                        |                       |                       |                        | Primo della settimana |                                     |                                     |                                         |                                         |                                         |             |                        | Ultimo della settimana         | Ultimo della settimana | Ammessi agli orali     | Promossi          |
| 8  | Beatrice Genco             | 8 giugno 2007     | Paderno Dugnano (MI)          |                        |                       |                       |                        |                       |                                     |                                     |                                         |                                         |                                         | Punita      | Punita                 |                                |                        | Ammessi agli orali     | Promossi          |
| 9  | Anastasia Podeschi         | 5 settembre 2004  | Santarcangelo di Romagna (RN) |                        |                       |                       |                        |                       | Punita                              | Punita                              | Punita                                  | Punita                                  | Punita                                  |             |                        |                                |                        | Ammessi agli orali     | Promossi          |
| 10 | Rebecca Parziale           | 20 marzo 2007     | Genova                        |                        |                       |                       |                        |                       |                                     |                                     | Punita                                  | Ultima della settimana                  | Ultima della settimana                  |             |                        |                                |                        | Ammessi agli orali     | Promossi          |
| 11 | Raffaele Fiorella          | 18 agosto 2005    | Barletta                      |                        |                       |                       |                        | N.C.                  |                                     |                                     |                                         |                                         |                                         |             |                        |                                |                        | Ammessi agli orali     | Promossi          |
| 12 | Valentina Comelli          | 10 febbraio 2006  | Zone (BS)                     |                        |                       |                       |                        | N.C.                  |                                     |                                     |                                         |                                         |                                         |             |                        |                                |                        | Ammessi agli orali     | Promossi          |
| 13 | Filippo Romano             | 6 maggio 2007     | Scandicci (FI)                | Punito                 | N.C.                  |                       |                        |                       |                                     |                                     |                                         |                                         |                                         |             |                        |                                |                        | Ammessi agli orali     | Promossi          |
| 14 | Matilde Ricorda            | 5 febbraio 2005   | Fiorenzuola d'Arda (PC)       | Non in collegio        | Non in collegio       | Ammessa al collegio   | Punita                 | N.C.                  | Punita                              | Punita                              |                                         |                                         |                                         | Punita      | Ultima della settimana |                                |                        | Ammessi agli orali     | Promossi          |
| 15 | Giovanni Junior D'Ambrosio | 30 dicembre 2005  | Napoli                        | Punito                 | N.C.                  |                       |                        | Punito                | Punito                              | Peggiore della prima metà del corso | Punito                                  | Punito                                  | Punito                                  | Punito      | Punito                 |                                |                        | Ammessi agli orali     | Promossi          |
| 16 | Vincenzo Rubino            | 15 marzo 2005     | Bari                          |                        |                       |                       |                        | N.C.                  | Punito                              | Punito                              |                                         |                                         |                                         | Punito      | Ultimo della settimana | Ammesso agli orali con riserva |                        |                        | Promossi          |
| 17 | Davide Cresta              | 9 aprile 2004     | Messina                       | Non in collegio        | Non in collegio       | Non in collegio       | Non in collegio        | Non in collegio       | Non in collegio                     | Non in collegio                     | Ammesso al collegio                     | Punito                                  | Ultimo della settimana                  |             |                        |                                |                        | Non ammesso agli orali | Espulso           |
| 18 | Alessandro Giglio          | 4 marzo 2006      | Torino                        |                        | Punito                |                       |                        | Punito                | Peggiori della prima metà del corso | Peggiori della prima metà del corso | Punito                                  | Punito                                  | Punito                                  | Espulso     | Espulso                |                                |                        |                        |                   |
| 19 | Federica Cangiano          | 31 maggio 2007    | Napoli                        | Ultima della settimana |                       |                       |                        |                       | Peggiori della prima metà del corso | Peggiori della prima metà del corso | Non ammessa alla seconda metà del corso | Non ammessa alla seconda metà del corso | Non ammessa alla seconda metà del corso |             |                        |                                |                        |                        |                   |
| 20 | Simone Casadei             | 23 settembre 2004 | Coriano (RN)                  | Puniti                 | N.C.                  |                       |                        | Punito                | Espulso                             | Espulso                             |                                         |                                         |                                         |             |                        |                                |                        |                        |                   |
| 21 | Davide Maroni              | 18 ottobre 2004   | Nova Milanese (MB)            | Puniti                 | N.C.                  | Puniti                | Ultimi della settimana | Espulso               |                                     |                                     |                                         |                                         |                                         |             |                        |                                |                        |                        |                   |
| 22 | Gaia Cascino               | 29 giugno 2004    | Roma                          |                        |                       | Puniti                | Ultimi della settimana | Ritirata              |                                     |                                     |                                         |                                         |                                         |             |                        |                                |                        |                        |                   |
| 23 | Sveva Accorrà              | 25 maggio 2007    | Monza                         | Ritirata               | Ritirata              |                       |                        |                       |                                     |                                     |                                         |                                         |                                         |             |                        |                                |                        |                        |                   |

#### Professori
- Paolo Bosisio - Preside
- Andrea Maggi - Lingua e letteratura italiana
- Denise McNee - Inglese
- Luca Raina - Storia e geografia
- Maria Rosa Petolicchio - Matematica e scienze (sostituita nella terza puntata)
- Alessandro Carnevale - Arte
- Lucia Gravante e Matteo Caremoli - Applicazioni tecniche
- Lorenzo Vignolo - Cinema
- Duccio Curione  - Educazione fisica
- Silvia Smaniotto - Musica e canto corale
- Lidia Carew - Ballo
- Marco Volante - Psicologo e relatore convegno
- Carlo Santagostino - Informatica
- Roberta Sette - Educazione sessuale
- Cristina Salardi - Supplente di matematica e scienze (in sostituzione di Maria Rosa Petolicchio nella 3ª puntata)

#### Sorveglianti
- Lucia Gravante
- Matteo Caremoli

#### Bidello
- Enzo Marcelli

#### Modella
- Elena Elisa Miotto

#### Ospiti
- Cora e Marilù Fazzini (4ª puntata)

#### Ascolti
| Puntata | Messa in onda    | Ascolti        | Ascolti | Ascolti |
| Puntata | Messa in onda    | Telespettatori | Share   | Fonte   |
| ------- | ---------------- | -------------- | ------- | ------- |
| 1       | 26 ottobre 2021  | 1 719 000      | 8,50%   | [ 57 ]  |
| 2       | 2 novembre 2021  | 1 377 000      | 6,70%   | [ 58 ]  |
| 3       | 9 novembre 2021  | 1 533 000      | 7,60%   | [ 59 ]  |
| 4       | 23 novembre 2021 | 1 173 000      | 5,80%   | [ 60 ]  |
| 5       | 30 novembre 2021 | 1 101 000      | 5,50%   | [ 61 ]  |
| 6       | 7 dicembre 2021  | 1 039 000      | 5,40%   | [ 62 ]  |
| 7       | 13 dicembre 2021 | 674 000        | 3,20%   | [ 63 ]  |
| 8       | 14 dicembre 2021 | 1 071 000      | 6,00%   | [ 64 ]  |

### Settima edizione (2022)
Il 3 maggio 2022 la produttrice Banijay ha aperto i casting per la settima edizione del programma, che è ambientata nel 1958. L'edizione è andata in onda per otto puntate dal 18 ottobre al 29 novembre 2022. Per la prima volta alcuni provini, insieme alle presentazioni degli allievi, sono stati trasmessi su Rai 2 nello spazio Il collegio - Le selezioni, commentato dalla nuova voce narrante Nino Frassica e in onda prima del TG2 delle 20:30.
Tra le novità di questa edizione c'è la suddivisione degli alunni in due sezioni esattamente come accadeva nel 1958, cioè la Scuola media e la Scuola di avviamento professionale, ciascuna composta da maschi e femmine in base alle preferenze date da ogni alunno prima dell'inizio dell'edizione. Dalla quinta puntata, il Ministero ha scelto il Collegio come una delle prime istituzioni scolastiche ad unificare la Scuola media e Avviamento Professionale, creando un'unica scuola. A differenza delle precedenti edizioni, i collegiali non hanno dovuto effettuare un test d'ingresso per essere ammessi in collegio, non sono state consegnate le pagelle di metà corso, e non sono stati scelti rappresentanti di classe. Inoltre, a seguito dell'ingresso di tre ragazze dopo la prima settimana (e non contando la mancata ammissione al collegio di tre studenti dell'ottava edizione), questa è diventata l'edizione con il maggior numero di studenti presenti contemporaneamente nel collegio: 23.
Quest'edizione ha visto un calo di ascolti rispetto alla precedente, sia in termini di spettatori medi che di share.

#### Alunni
| N° | Alunni               | Data di nascita   | Provenienza           | Sezione                                | Settimana 1            | Settimana 2           | Settimana 2            | Settimana 2            | Settimana 3            | Settimana 3            | Settimana 4            | Settimana 5 | Settimana 6           | Settimana 7           | Settimana 7            | Settimana 8                    | Settimana 8                    | Settimana 8       |
| -- | -------------------- | ----------------- | --------------------- | -------------------------------------- | ---------------------- | --------------------- | ---------------------- | ---------------------- | ---------------------- | ---------------------- | ---------------------- | ----------- | --------------------- | --------------------- | ---------------------- | ------------------------------ | ------------------------------ | ----------------- |
| 1  | Zelda Nobili         | 20 aprile 2007    | Trieste               | A - Scuola media                       | Prima della settimana  | Prima della settimana | Prima della settimana  | Prima della settimana  |                        |                        |                        |             |                       | Prima della settimana | Prima della settimana  | Ammessi agli orali             | Ammessi agli orali             | Promossa con lode |
| 2  | Davide Di Franco     | 4 dicembre 2005   | Bisceglie (BT)        | B - Scuola di avviamento professionale |                        |                       |                        |                        | Primo della settimana  | Primo della settimana  |                        |             |                       |                       |                        | Ammessi agli orali             | Ammessi agli orali             | Promossi          |
| 3  | Erri Erriquez        | 1 aprile 2006     | Venaria Reale (TO)    | B - Scuola di avviamento professionale | Primo della settimana  |                       |                        |                        |                        |                        |                        |             |                       |                       |                        | Ammessi agli orali             | Ammessi agli orali             | Promossi          |
| 4  | Priscilla Savoldelli | 16 settembre 2006 | Gandino (BG)          | A - Scuola media                       |                        |                       |                        |                        |                        |                        |                        |             | Prima della settimana |                       |                        | Ammessi agli orali             | Ammessi agli orali             | Promossi          |
| 5  | Giada Scognamillo    | 15 novembre 2004  | Genova                | B - Scuola di avviamento professionale |                        | Prima della settimana | Prima della settimana  | Prima della settimana  |                        |                        | Prime della settimana  |             |                       |                       |                        | Ammessi agli orali             | Ammessi agli orali             | Promossi          |
| 6  | Giulia Wnekowicz     | 6 febbraio 2008   | Figline Valdarno (FI) | A - Scuola media                       |                        |                       |                        |                        |                        |                        | Prime della settimana  |             |                       |                       |                        | Ammessi agli orali             | Ammessi agli orali             | Promossi          |
| 7  | Alessandro Bosatelli | 14 gennaio 2008   | Brembate (BG)         | A - Scuola media                       |                        |                       |                        |                        | Primo della settimana  | Primo della settimana  |                        |             |                       |                       |                        | Ammesso agli orali con riserva | Ammesso agli orali con riserva | Promossi          |
| 8  | Sofia Brixel         | 3 marzo 2006      | Chiavari (GE)         | A - Scuola media                       |                        |                       |                        |                        |                        |                        |                        |             |                       |                       |                        | Ammessi agli orali             | Ammessi agli orali             | Promossi          |
| 9  | Mattia Patanè        | 19 settembre 2005 | Riposto (CT)          | A - Scuola media                       | Ultimo della settimana | Punito                | Punito                 | Punito                 |                        |                        |                        |             |                       |                       |                        | Ammessi agli orali             | Ammessi agli orali             | Promossi          |
| 10 | Samuel Rosica        | 25 dicembre 2007  | Bitonto (BA)          | B - Scuola di avviamento professionale |                        |                       |                        |                        |                        |                        | Ultimo della settimana |             |                       | Puniti                | Puniti                 | Ammessi agli orali             | Ammessi agli orali             | Promossi          |
| 11 | Luna Tota            | 12 maggio 2007    | Roma                  | A - Scuola media                       |                        |                       |                        |                        |                        |                        |                        |             |                       | Puniti                | Puniti                 | Ammessi agli orali             | Ammessi agli orali             | Promossi          |
| 12 | Sabrina Bacja        | 2005              | Verona                | A - Scuola media                       | Non in collegio        |                       |                        |                        |                        |                        |                        |             |                       |                       |                        | Ammessi agli orali con riserva | Ammessi agli orali con riserva | Promossi          |
| 13 | Mattia Camorani      | 15 ottobre 2006   | Faenza (RA)           | B - Scuola di avviamento professionale |                        | Punito                | Sospeso dalle lezioni  | Sospeso dalle lezioni  |                        |                        |                        |             |                       |                       |                        | Ammessi agli orali con riserva | Ammessi agli orali con riserva | Promossi          |
| 14 | Gabriel Rennis       | 21 giugno 2006    | Roma                  | A - Scuola media                       |                        |                       |                        |                        | Sospeso dalle lezioni  | Giudizio in sospeso    |                        |             |                       |                       |                        | Punito                         | Ammesso agli orali con riserva | Promossi          |
| 15 | Alessia Abruscia     | 4 agosto 2007     | Crosia (CS)           | B - Scuola di avviamento professionale | Ultima della settimana |                       |                        |                        | Punita                 | Ultima della settimana | Rimandate              | Riammesse   |                       |                       |                        | Ammesse agli orali con riserva | Ammesse agli orali con riserva | Promossi          |
| 16 | Elisa Angius         | 9 ottobre 2006    | Cagliari              | B - Scuola di avviamento professionale |                        |                       |                        |                        |                        |                        | Rimandate              | Riammesse   | In sospeso            | Riammessa             | Riammessa              | Ammesse agli orali con riserva | Ammesse agli orali con riserva | Bocciati          |
| 17 | Ariadny Sorbello     | 11 febbraio 2006  | Dublino (IRL)         | A - Scuola media                       | Non in collegio        | Punita                | Punita                 | Ultima della settimana | Ultima della settimana | Ultima della settimana | Rimandate              | Riammesse   |                       | Punita                | Ultima della settimana | Non ammessi agli orali         | Non ammessi agli orali         | Bocciati          |
| 18 | Davide Cagnes        | 24 dicembre 2004  | Montebelluna (TV)     | B - Scuola di avviamento professionale | Punito                 |                       |                        |                        |                        |                        |                        |             |                       |                       |                        | Non ammessi agli orali         | Non ammessi agli orali         | Bocciati          |
| 19 | Damiano Severoni     | 25 febbraio 2006  | Tivoli (RM)           | B - Scuola di avviamento professionale |                        |                       |                        |                        |                        |                        | Rimandato              | Riammesso   | Ritirato              |                       |                        |                                |                                |                   |
| 20 | Tommaso Miglietta    | 26 marzo 2008     | Lizzanello (LE)       | A - Scuola media                       |                        |                       |                        |                        |                        |                        |                        | Ritirato    |                       |                       |                        |                                |                                |                   |
| 21 | Alessandro Orlando   | 2005              | Torre Annunziata (NA) | A - Scuola media                       |                        |                       |                        |                        |                        |                        | Rimandati              | Espulsi     |                       |                       |                        |                                |                                |                   |
| 22 | Apollinaire Manfredi | 2007              | Palagiano (TA)        | B - Scuola di avviamento professionale |                        | Punito                | Ultimo della settimana | Ultimo della settimana |                        |                        | Rimandati              | Espulsi     |                       |                       |                        |                                |                                |                   |
| 23 | Vittoria Lazzari     | 16 gennaio 2007   | Prato                 | B - Scuola di avviamento professionale | Non in collegio        |                       |                        |                        | Espulsa                | Espulsa                |                        |             |                       |                       |                        |                                |                                |                   |

#### Professori
- Paolo Bosisio - Preside
- Andrea Maggi - Italiano e latino (il latino viene insegnato solo nella sezione A)
- Marie France Baron - Francese
- Anna Maria Petolicchio - Storia e geografia (dalla 3ª puntata)
- Giovanni Belli - Matematica e scienze
- Guido Airoldi - Disegno
- Alberto Zanetti - Canto corale
- Andrea Zilli - Istruttore di discipline tecnico-pratiche (solo nella sezione B) e applicazioni tecniche
- Annalisa Bufacchi - Laboratorio di estetica (solo nella sezione B)
- Mauro Simonetti - Ginnastica
- Valeria Bonfanti - Ballo

#### Sorveglianti
- Lucia Gravante
- Matteo Caremoli

#### Supplenti
- Beatrice Fumagalli Supplente di Storia e geografia (fino alla 2ª puntata e ospite nella 7ª)

#### Ascolti
| Puntata | Messa in onda    | Ascolti        | Ascolti | Ascolti |
| Puntata | Messa in onda    | Telespettatori | Share   | Fonte   |
| ------- | ---------------- | -------------- | ------- | ------- |
| 1       | 18 ottobre 2022  | 980 000        | 5,90%   | [ 66 ]  |
| 2       | 19 ottobre 2022  | 1 019 000      | 5,70%   | [ 67 ]  |
| 3       | 25 ottobre 2022  | 928 000        | 5,00%   | [ 68 ]  |
| 4       | 1º novembre 2022 | 780 000        | 4,60%   | [ 69 ]  |
| 5       | 8 novembre 2022  | 885 000        | 5,40%   | [ 70 ]  |
| 6       | 15 novembre 2022 | 914 000        | 5,60%   | [ 71 ]  |
| 7       | 22 novembre 2022 | 1 034 000      | 6,30%   | [ 72 ]  |
| 8       | 29 novembre 2022 | 1 078 000      | 6,50%   | [ 73 ]  |

### Ottava edizione (2023)
A maggio 2023 la produttrice Banijay avena aperto i casting per l'ottava edizione del programma che si è girata nel Collegio San Francesco di Lodi per sei puntate. Diverse novità erano state portate all'interno del docureality, come la presenza delle figlie di due note VIP (Carmelina Iannoni, figlia di Carmen Di Pietro e Aurora Costantini, figlia di Matilde Brandi), lezioni tenute da alcuni ospiti, una nuova voce narrante, ovvero Stefano De Martino e la messa in palio, per lo studente più meritevole, di una borsa di studio dal valore di 13990 € che permetterà di frequentare un semestre in una high school negli Stati Uniti. Quest'edizione è stata ambientata nel 2001. Anche in questa edizione è saltata la messa in onda di una puntata, in questo caso la terza, per fare spazio al TG2 Post dedicato all'attacco a Israele da parte di Hamas. Tuttavia, nella messa in onda, andata sette giorni dopo, è stata aggiunta parte della quarta. Inoltre nella quinta puntata, sono stati ospitati altri quattro ospiti collegiali spagnoli in occasione di un interscambio culturale, che hanno dovuto sostenere un esame a fine settimana.
Con un totale di 25 partecipanti, questa è stata l'edizione che conta più collegiali. Inoltre, insieme alla sesta edizione, non ci sono stati bocciati agli orali dell'esame finale, mentre insieme alla quinta nessun ritiro dal programma.
Questa edizione è stata la meno vista di tutte, sia per quanto riguarda lo share che gli spettatori.

#### Alunni
| N° | Alunni              | Data di nascita   | Provenienza                | Indirizzo   | Settimana 1             | Settimana 1            | Settimana 2            | Settimana 2            | Settimana 3            | Settimana 3            | Settimana 4            | Settimana 4            | Settimana 5            | Settimana 6        | Settimana 6                     |  |
| -- | ------------------- | ----------------- | -------------------------- | ----------- | ----------------------- | ---------------------- | ---------------------- | ---------------------- | ---------------------- | ---------------------- | ---------------------- | ---------------------- | ---------------------- | ------------------ | ------------------------------- |  |
| 1  | Diego Natale        | 2007              | Grosseto                   | Artistico   | Ammessi al collegio     | Primo della settimana  |                        |                        | Primo della settimana  | Primo della settimana  |                        |                        |                        | Ammessi agli orali | Promosso con la borsa di studio |  |
| 2  | Marta Battaglia     | 20 settembre 2007 | Resuttano (CL)             | Linguistico | Ammessi al collegio     |                        | Prima della settimana  | Prima della settimana  | Prima della settimana  | Prima della settimana  | Prima della settimana  | Prima della settimana  |                        | Ammessi agli orali | Promossi                        |  |
| 3  | Anna Garau          | 4 aprile 2008     | Tonara (NU)                | Artistico   | Ammessi al collegio     |                        |                        |                        |                        |                        |                        |                        | Prima della settimana  | Ammessi agli orali | Promossi                        |  |
| 4  | Christopher Parolin | ottobre 2006      | Bassano del Grappa (VI)    | Artistico   | Ammessi al collegio     |                        | Primo della settimana  | Primo della settimana  | Punito                 | Punito                 | Primo della settimana  | Primo della settimana  | Primo della settimana  | Ammessi agli orali | Promossi                        |  |
| 5  | Frida Schiavi       | 25 aprile 2007    | Brembate di Sopra (BG)     | Linguistico | Ammessi al collegio     | Prima della settimana  |                        |                        |                        |                        |                        |                        |                        | Ammessi agli orali | Promossi                        |  |
| 6  | Helena Del Pozzo    | 9 novembre 2005   | Messina                    | Linguistico | Ammessi al collegio     |                        | Ultima della settimana | Ultima della settimana | Ultima della settimana | Ultima della settimana |                        |                        |                        | Ammessi agli orali | Promossi                        |  |
| 7  | Aurora Costantini   | 30 gennaio 2006   | Roma                       | Artistico   | Non in collegio         | Non in collegio        | Ammessa al collegio    | Ammessa al collegio    |                        |                        |                        |                        |                        | Ammessi agli orali | Promossi                        |  |
| 8  | Anita Pia Costanzo  | 15 novembre 2008  | Succivo (CE)               | Artistico   | Ammessi al collegio     |                        |                        |                        |                        |                        | Ultima della settimana | Ultima della settimana |                        | Ammessi agli orali | Promossi                        |  |
| 9  | Cecilia D'Ammassa   | 20 settembre 2007 | Aquino (FR)                | Artistico   | Ammessi al collegio     | Ultima della settimana | Ultima della settimana | Ultima della settimana |                        |                        | Punita                 | Ultima della settimana |                        | Ammessi agli orali | Promossi                        |  |
| 10 | Enrico Di Clemente  | 14 dicembre 2005  | Carpi (MO)                 | Artistico   | Ammessi al collegio     |                        |                        |                        | Punito                 | Punito                 | Punito                 | Punito                 |                        | Ammessi agli orali | Promossi                        |  |
| 11 | Luca Galise         | 22 dicembre 2005  | Cava de' Tirreni (SA)      | Artistico   | Ammessi al collegio     |                        |                        |                        |                        |                        |                        |                        | Punito                 | Ammessi agli orali | Promossi                        |  |
| 12 | Guglielmo Grosso    | 6 novembre 2008   | Napoli                     | Linguistico | Ammessi al collegio     | Ultimo della settimana |                        |                        | Punito                 | Punito                 | Punito                 | Ultimo della settimana |                        | Ammessi agli orali | Promossi                        |  |
| 13 | Carmelina Iannoni   | 27 dicembre 2008  | Roma                       | Linguistico | Ammessi al collegio     |                        |                        |                        | Puniti                 | Puniti                 |                        |                        |                        | Ammessi agli orali | Promossi                        |  |
| 14 | Mahdi Khouya        | 1 dicembre 2005   | Vienne (FRA)               | Linguistico | Ammessi al collegio     |                        |                        | Punito                 | Puniti                 | Puniti                 |                        |                        |                        | Ammessi agli orali | Promossi                        |  |
| 15 | Denise Pagani       | 2007              | Costeggiola (VR)           | Artistico   | Ammessi al collegio     |                        |                        |                        | Puniti                 | Puniti                 |                        |                        |                        | Ammessi agli orali | Promossi                        |  |
| 16 | Giuseppe Puppio     | 17 giugno 2006    | Cosenza                    | Linguistico | Ammessi al collegio     | Punito                 | Punito                 | Punito                 |                        |                        | Punito                 | Punito                 |                        | Ammessi agli orali | Promossi                        |  |
| 17 | Anna Rita Santeramo | 15 novembre 2006  | Barletta                   | Linguistico | Ammessi al collegio     |                        | Punita                 | Punita                 | Punita                 | Punita                 |                        |                        | Punita                 | Ammessi agli orali | Promossi                        |  |
| 18 | Alessia Schiavella  | 9 settembre 2007  | Firenze                    | Artistico   | Non in collegio         | Non in collegio        | Non in collegio        | Non in collegio        | Ammessa al collegio    | Ammessa al collegio    | Punita                 | Punita                 | Ultima della settimana | Ammessi agli orali | Promossi                        |  |
| 19 | Rocco Ryan Greco    | 18 dicembre 2007  | Gela (CL)                  | Linguistico | Ammessi al collegio     | Ultimo della settimana | Ultimo della settimana | Punito                 | Isolato per 48 ore     | Punito                 | Espulso                |                        |                        |                    |                                 |  |
| 20 | Daniele Marrone     | 2006              | Cagnano Amiterno (AQ)      | Linguistico | Ammessi al collegio     | Punito                 | Punito                 | Punito                 | Punito                 | Espulso                |                        |                        |                        |                    |                                 |  |
| 21 | Flavio Bertuzzi     | febbraio 2008     | Riccione (RN)              | Artistico   | Ammessi al collegio     | Punito                 | Espulso                | Espulso                |                        |                        |                        |                        |                        |                    |                                 |  |
| 22 | Giorgia Ceccarelli  | 2007              | Pisa                       | Artistico   | Ammessi al collegio     |                        | Espulsa                | Espulsa                |                        |                        |                        |                        |                        |                    |                                 |  |
| 23 | Alessia Berchicci   | 2009              | Montesarchio (BN)          | N.D.        | Non ammessi al collegio |                        |                        |                        |                        |                        |                        |                        |                        |                    |                                 |  |
| 24 | Ilary Iolli         | 30 novembre 2007  | Cassino (FR)               | N.D.        | Non ammessi al collegio |                        |                        |                        |                        |                        |                        |                        |                        |                    |                                 |  |
| 25 | Mirko Stellato      | dicembre 2005     | Sant'Angelo in Formis (CE) | N.D.        | Non ammessi al collegio |                        |                        |                        |                        |                        |                        |                        |                        |                    |                                 |  |

#### Professori
- Paolo Bosisio - Preside
- Andrea Maggi - Italiano
- David Wayne Callahan - Inglese
- Anna Maria Petolicchio - Storia e geografia
- Maria Rosa Petolicchio - Matematica, scienze e informatica
- Alessandro Carnevale - Arte (solo nell'indirizzo artistico)
- Pietro Pignatelli - Recitazione e musica
- Laura Serena - Educazione fisica
- Sha Zhu - Cinese (solo nell'indirizzo linguistico)
- Patricia Mabel Saconi - Spagnolo (solo nell'indirizzo linguistico)

#### Sorveglianti
- Lucia Gravante
- Matteo Caremoli

#### Bidello
- Enzo Marcelli

#### Ospiti
- Antonio Orefice (prima puntata)
- Leo Gassmann e Barbascura X (terza puntata)
- Joe Bastianich (quarta puntata)
- Raimondo Todaro (quinta puntata)
- Eva Luna, Julia, Maryam e Pablo. Studenti provenienti dal Collegio Reina Isabel de Castilla y de Leon.

#### Ascolti
| Puntata | Messa in onda     | Ascolti        | Ascolti | Ascolti |
| Puntata | Messa in onda     | Telespettatori | Share   | Fonte   |
| ------- | ----------------- | -------------- | ------- | ------- |
| 1       | 24 settembre 2023 | 1 051 000      | 5,83%   | [ 79 ]  |
| 2       | 1º ottobre 2023   | 1 011 000      | 5,65%   | [ 80 ]  |
| 3       | 15 ottobre 2023   | 899 000        | 4,82%   | [ 81 ]  |
| 4       | 22 ottobre 2023   | 692 000        | 3,56%   | [ 82 ]  |
| 5       | 29 ottobre 2023   | 655 000        | 3,40%   | [ 83 ]  |
| 6       | 5 novembre 2023   | 732 000        | 3,70%   | [ 84 ]  |

## Distribuzione
Il collegio è andato in onda su Rai 2 dal 2 gennaio 2017 al 5 novembre 2023. Pur senza comunicati ufficiali, nel 2024 il portale web BlogTvItaliana ha riportato che il programma non sarebbe stato esteso per altre stagioni, citando il calo di ascolti e l'investimento economico eccessivo come cause principali. Nel 2025 tuttavia, Rai e Banijay annunciano una nuova edizione.
La serie è visibile in streaming su RaiPlay (stagioni 5-8). Dal 2023 le prime sette stagioni sono distribuite anche su Netflix. Ampi estratti del programma sono visibili anche sul canale YouTube della Rai.

## Merchandising
Nell'estate successiva alla terza edizione, Clementoni ha pubblicato un gioco in scatola dedicato al programma, basato sui contenuti delle prime due.
Inoltre, per la quarta, quinta, sesta e settima sono stati pubblicati un libro edito da Rai Libri e un album di figurine dedicati al programma. Sotto il marchio librario della radiotelevisione pubblica è stato distribuito I segreti della Fortezza Aquibis, romanzo di Valentina Cambi ispirato al programma.